# KS東北
株式会社KS東北（ケーエスとうほく）は、かつて宮城県仙台市に本社を置き、医薬品、医薬部外品、日用雑貨、健康食品等の卸売を行っていた企業。旧社名は、株式会社ソーワ。

## 概要
- 本社所在地:宮城県仙台市若林区卸町二丁目10-3
- 代表者:浦田三郎（取締役会長）、渡辺憲治（代表取締役社長）
- 設立:1998年（平成10年）1月22日
- 資本金:4億5000万円（2005年12月20日現在）
- 従業員数:60名（2005年9月30日現在）
- 事業所:花巻物流センター（花巻市二枚橋第五地割6-26）

## 沿革
- 1998年1月22日 - 石舘商事株式会社、株式会社ショウエー、株式会社小田島、出羽薬品株式会社、株式会社エーシン、菅野商会株式会社の薬粧部門を統合・承継する新会社「株式会社ソーワ」を設立。
- 2006年4月1日 - 株式会社コバショウ（小林製薬子会社）の完全子会社となり、社名を「株式会社KS東北」に変更。
- 2008年4月 - 親会社のコバショウに吸収合併。

## 株式譲渡前の大株主
- 株式会社アスカム（66.6%/6,000株）
- 株式会社小田島（16.6%/1,500株）
- 株式会社ショウエー（16.6%/1,500株）